# Der letzte Walzer (1953)
Der letzte Walzer ist eine deutsche Kostüm- und Spielfilmromanze aus dem Jahre 1953 von Arthur Maria Rabenalt mit Curd Jürgens und Eva Bartok in den Hauptrollen. Die Geschichte wird untermalt von Operettenmelodien aus der Feder von Oscar Straus.

## Handlung
Russland, zur Zarenzeit. Während eines prunkvollen Balls im damals russischen Warschau lernt der schneidig-schmucke Rittmeister Dimitri Sarassow die Baronesse Vera Opalinski kennen. Man tanzt miteinander, man flirtet und findet Gefallen aneinander. Dies missfällt dem eifersüchtigen Prinzen Paul sehr, hat dieser doch selbst ein Auge auf die rassige verarmte Adelige geworfen. Paul versucht alles, um Vera und Dimitri auseinanderzubringen, und eines Tages verschwindet der Rittmeister tatsächlich aus dem Leben der Baronesse. Vera ahnt nicht, dass Paul Dimitri verhaften ließ, weil der Rittmeister einschritt, als der Onkel des damaligen russischen Zaren Vera in einem Salon allzu aufdringlich der Baronesse zu Leibe rückte. Rittmeister Sarassow droht sogar die Hinrichtung, und Vera wird in eine Ehe mit dem ungeliebten General Krasinski gedrängt. Dimitri bittet schließlich nur noch um einen letzten Walzer mit Vera Opalinski, dann verschwindet der Rittmeister von der Bildfläche.
Dies ist nun alles ein paar Jahre her. Es kam zum Ersten Weltkrieg und dann zur Revolution, der Zar wurde gestürzt und ermordet, und Vera Opalinski begab sich ins Exil nach Paris. Doch die Suche nach ihrer stürmischen Liebe von einst hatte sie nie aufgegeben. Inzwischen ist Vera mit ihrer wundervollen Gesangsstimme in der französischen Hauptstadt zum Star der Folies Bergères aufgestiegen. Vera setzt Himmel und Hölle in Bewegung, um Dimitri zu finden: Während anstehender Verhandlungen für eine Gastspielreise in die Vereinigten Staaten erkundigt sich Veras neuer PR-Agent nach ihrer Biografie. Artikel in US-Zeitungen sollen ihr bei der Suche nach Dimitri helfen. Schließlich führen all ihre Bemühungen zum Erfolg. Dimitri Sarassow hat mit viel Glück die vergangenen Jahre überlebt und ist gleichfalls in Paris, der Stadt der Liebe, gestrandet. Hier verdient er sich seinen Lebensunterhalt als Taxifahrer. Es kommt zur Wiedervereinigung der beiden Liebenden.

## Produktionsnotizen
Der letzte Walzer entstand zwischen dem 20. April und dem 2. Juni 1953 im Rheingau, auf Schloss Vollrads, in Wiesbaden und München und wurde am 21. August 1953 in Salzburg uraufgeführt. Die deutsche Premiere war sechs Tage darauf. Am 12. Oktober 1953 wurde der Film erstmals in Berlin gezeigt.
Otto Lehmann und Kurt Hartmann übernahmen die Produktionsleitung. Max Mellin entwarf die von Wolf Englert umgesetzten Filmbauten. Herbert Ploberger zeichnete für die umfangreichen Kostüme verantwortlich.
Die damals 15-jährige Karin Dor soll hier als ungenannte Statistin mitgewirkt haben.
Derselbe Filmstoff wurde bereits 1934 unter demselben Titel von Georg Jacoby umgesetzt.

## Wissenswertes
Der Film stand am Beginn einer Mitte der 1950er Jahre weithin publizierten, stürmischen Liebesbeziehung zwischen Eva Bartok und Curd Jürgens, die 1955 in beider Ehe mündete. Diese hielt jedoch nur 15 Monate.

## Kritiken
Im Lexikon des Internationalen Films heißt es: „Halbwegs schwungvolle, von den populären Melodien getragene Neuverfilmung der romantischen Oscar-Straus-Operette.“
Für Cinema war dies eine „Nostalgische Lieder-Revue“ „mit schwungvollen Oscar-Straus-Melodien“.